# 君たちへ…
「君たちへ… 〜BONとYUKARIのBALLAD〜」（きみたちへ ボンとユカリのバラッド）は、1992年11月1日に発売された角松敏生通算23作目のシングル。

## 解説
「君たちへ…」はアルバム『君をこえる日』の先行シングルで、アルバム・ヴァージョンとはリズム・アレンジとエンディングが異なる。カップリングはタイトル曲のインストゥルメンタル・ヴァージョンで、このシングルのみの収録。本作が、活動凍結前最後のシングルとなった。

## 収録曲
1. 君たちへ… 〜BONとYUKARIのBALLAD〜
  - 作詞 · 作曲 · 編曲 角松敏生
  - 東京ガスファンヒーターCFソング
2. 君たちへ… (INSTRUMENTAL VERSION)

## レコーディング・メンバー
- VOCAL, GUITAR, KEYBOARDS, COMPUTER PROGRAMMING, BACKGROUND VOCALS : 角松敏生
- COMPUTER MANIPULATOR : 山田洋